# Siergiej Odincow
Siergiej Anatoljewicz Odincow, ros. Сергей Анатольевич Одинцов (ur. 16 października 1962 w Kirowo-Czepiecku) – radziecki i rosyjski hokeista.

## Kariera
- Olimpija Kirowo-Czepieck (wychowanek)
- Chimik Woskriesiensk (1980-1985)
- SKA Leningrad (1985-1987)
- Krylja Sowietow Moskwa (1987-1991)
- TuTo (1991-1992)
- Podhale Nowy Targ (1992-1993)
- Frederikshavn IK (1993-1996)

W rodzinnym Kirowo-Czepiecku ukończył szkołę Olimpija (wraz z nim uczyli się w niej Aleksandr Malcew i Władimir Myszkin). W młodości był reprezentantem ZSRR do lat 18 i do lat 20, w tym na turniejach mistrzostw świata juniorów do lat 20 w 1981, 1982. Wieloletni zawodnik Chimika Woskriesiensk od 1980. W Chimiku w jednym ataku grali z nim Walerij Kamienski i Siergiej Karpow. Następnie grał także w Leningradzie (z uwagi na służbę wojskową) oraz w Moskwie. Łącznie w wyższej lidze rozegrał prawie 500 spotkań.
Występował w lidze polskiej edycji 1992/1993 w barwach Podhala Nowy Targ, z którym wygrał rozgrywki. Jednocześnie był najskuteczniejszym strzelcem zespołu. W drużynie występował z nim Sergejs Povečerovskis, a po sezonie obaj odeszli z Podhala. Kolejne lata spędził w Danii grając w tamtejszych rozgrywkach. Przyjął obywatelstwo duńskie.

## Sukcesy
Reprezentacyjne
- Złoty medal mistrzostw Europy juniorów do lat 18: 1980 z ZSRR
- Brązowy medal mistrzostw świata juniorów do lat 20: 1981 z ZSRR

Klubowe
- Brązowy medal mistrzostw ZSRR: 1984 z Chimikiem Woskriesiensk, 1987 ze SKA Leningrad, 1989, 1991 z Krylją Sowietow Moskwa
- Puchar ZSRR: 1989 z Krylją Sowietow Moskwa
- Złoty medal mistrzostw Polski: 1993 z Podhalem

Indywidualne
- I liga polska w hokeju na lodzie (1992/1993): pierwsze miejsce w klasyfikacji strzelców w drużynie Podhala Nowy Targ: 23 gole